# سیدنی آفلتر
سیدنی آفلتر (انگلیسی: Sydney Affolter (زادهٔ ۱۳ آوریل ۲۰۰۳) بازیکن آمریکایی بسکتبال دانشگاهی است که برای تیم آیووا هاوکیز در همایش ۱۰تای بزرگ بازی می‌کند.

## اوایل زندگی و دوران دبیرستان
آفولتر یکی از دو فرزند شلی و اد آفولتر است. پدرش در تیم بسکتبال دانشگاهی دانشگاه ایلینوی در شیکاگو بازی می‌کرد و برادرش، تری، در تیم بسکتبال دانشگاه سنت امبروز حضور داشت. او در پنج فصل از دوران تحصیل خود در مدرسه ابتدایی سنت کریستینا در شیکاگو بدون شکست در مسابقات بسکتبال بازی کرد.
آفولتر در دبیرستان مریست در شیکاگو بسکتبال بازی کرد و دو عنوان قهرمانی منطقه‌ای را کسب کرد. او سه بار به عنوان بازیکن منتخب ایالت شناخته شد. او در ژانویه ۲۰۲۰، در سال سوم دبیرستان، به تیم آیووا متعهد شد.
او در تابستان ۲۰۲۰ با تیم اتحادیه دو و میدانی آماتور (AAU) به نام "All Iowa Attack" در ۴۸ بازی بدون شکست به میدان رفت.